# La casa de las persianas cerradas
La casa de las persianas cerradas (House with Closed Shutters en su título original) es una película estadounidense de 1910 dirigida por D. W. Griffith y distribuida por la Biograph Company. Existen copias de La casa de las persianas cerradas en los archivos cinematográficos del Museo de Arte Moderno, la George Eastman House y la Biblioteca del Congreso.

## Argumento
Durante la Guerra de Secesión americana, un joven soldado pierde los nervios en la batalla y huye a su casa para esconderse. Allí su hermana se pone su uniforme, ocupa el lugar de su hermano en la batalla y es asesinada. Su madre, que no quiere que se sepa la vergonzosa verdad, cierra todas las persianas (de ahí el título de la película) y mantiene en secreto la presencia de su hijo durante muchos años, hasta que dos amigos de la infancia descubren la verdad.

## Reparto
- Henry B. Walthall como el Soldado confederado
- Grace Henderson como su madre
- Dorothy West como su hermana
- Joseph Graybill como pretendiente de la hermana
- Charles West como pretendiente de la hermana
- William J. Butler como el sirviente de color (acreditado como W. J. Butler)
- Edwin August
- Verner Clarges como personaje en la tienda de Lee
- John T. Dillon como personaje en el porche / en la despedida / en la tienda de Lee (acreditado como Jack Dillon)
- Gladys Egan como personaje en el porche / en la despedida
- Frank Evans como personaje en la tienda de Lee
- Francis J. Grandon como personaje en la tienda de Lee
- Alfred Paget como personaje en el Porche / Despedida
- Mabel Van Buren como personaje en el porche / En la despedida

## Producción
El drama se rodó entre el 25 de junio y el 2 de julio de 1910. Las escenas interiores se rodaron en el estudio de Biograph en el 11 East 14th Street de Manhattan, Nueva York, y las exteriores en Fort Lee, Nueva Jersey.

## Comentarios
A diferencia de la representación de las mujeres en los seriales cinematográficos, en los que suelen estar en peligro y necesitan ser salvadas, el personaje de la «hermana» de West, aunque iba vestida con el uniforme de su hermano, tenía el control de su situación mientras cabalgaba por la misma ruta peligrosa que su hermano había tomado en su huida. Su destreza como amazona destaca sobre la de los demás jinetes masculinos, en cuanto se sube al caballo cabalga a toda velocidad y sólo ella entre los jinetes hace que su caballo se encabrite sobre las patas traseras.